# Булат Сарієв
Булат Сарієв (26 вересня 1991, Уральськ) — казахський футбольний арбітр. Він судить матчі в Прем'єр-лізі з 2017 року. Арбітр ФІФА та УЄФА з 2021 року.

## Суддівська кар'єра
28 липня 2022 року Сарієв обслуговував свій перший матч в єврокубках, коли Чукарички та Расінг (Люксембург) зіграли між собою у другому кваліфікаційному раунді Ліги конференцій Європи УЄФА. Гра закінчилася з рахунком 4–0, а Сарієв показав чотири жовті картки.
18 листопада 2023 року він відсудив свій перший міжнародний матч на рівні збірних, коли Білорусь перемогла з рахунком 1–0 команду Андорри. Під час цього матчу один білорус і три андоррці отримали жовті картки від арбітра з Казахстану.